# 巴里瓦拉
巴里瓦拉（Bariwala），是印度旁遮普邦Muktsar县的一个城镇。总人口7545（2001年）。

## 人口
该地2001年总人口7545人，其中男性3978人，女性3567人；0—6岁人口965人，其中男522人，女443人；识字率40.94%，其中男性为35.29%，女性为47.24%。